# Никанорова, Татьяна Леонидовна
Татья́на Леони́довна Никано́рова (род. 28 апреля 1966, Новобелокатай, Башкирская АССР) — оперная певица (контральто), солистка Башкирского государственного театра оперы и балета, народная артистка Республики Башкортостан (2008).

## Биография
Никанорова Татьяна Леонидовна  родилась 28 апреля 1966 года в селе Новобелокатай Белокатайского района Башкирской АССР. С 1973 по 1981 год училась в школе с. Кушнаренково, потом, с 1981 по 1985 год — в Благовещенском педагогическом колледже.
Образование продолжила в Уфимской государственной академии искусств имени Загира Исмагилова. Училась с 1991 по 1997 годы по специальности «сольное пение» (класс заслуженного артиста РФ, народного артиста Республики Башкортостан, лауреата Государственной премии имени С. Юлаева С. А. Аскарова).
С 1997 года — ведущая солистка оперы Башкирского Государственного театра оперы и балета. С 2007 года работает в Екатеринбургском государственном академическом театре оперы и балета. В настоящее время работает в обоих этих театрах.
Выступала на Национальном театральном Фестивале «Золотая маска» в Москве на сцене театра «Новая опера» в спектаклях-номинантах: «Волшебная флейта» В.-А. Моцарта (2006) и «Бал-маскарад» Дж. Верди (2007), на сцене театра с программами камерно-вокальной музыки совместно с Я.Абдульмановым и ансамблем «Забава», неоднократно с В. Л. Муртазиным.
Татьяна Леонидовна имеет обширный камерно-вокальный репертуар. Занята в спектаклях текущего репертуара и новых постановках театров Оперы и балета Уфы и Екатеринбурга.
В составе труппы театра выезжала на гастроли в Турцию (1999), Египет (2003), Португалию (2006), Таиланд (2006, 2008). Гастролировала в ЮАР в 2008 году.

### Семья
Трое детей.

## Роли в операх
- Амнерис (Дж. Верди «Аида»),
- Ведьма (Э. Хумпердинк «Гензель и Гретель»)
- Весна (Н. Римский-Корсаков «Снегурочка»),
- Граф Орловский (И. Штраус «Летучая мышь»),
- Графиня, Гувернантка (П. Чайковский «Пиковая дама»),
- Кончаковна (А. Бородин «Князь Игорь»),
- Ксантипа (С. Низаметдинов «Mемеnto»)
- Лола (П. Масканьи «Сельская честь»),
- Любаша (Н. Римский-Корсаков «Царская невеста»),
- Маддалена (Дж. Верди «Риголетто»),
- Марта (П. Чайковский «Иоланта»),
- Марта (Ш. Гуно «Фауст»),
- Марфа (М. Мусоргский «Хованщина»),
- Марцелина («Свадьба Фигаро», В. А. Моцарт),
- Наина (М. Глинка «Руслан и Людмила»),
- Ольга, Ларина, Няня (П. Чайковский «Евгений Онегин»),
- Принцесса Клариче (С. Прокофьев «Любовь к трём апельсинам»),
- Рагонда (Дж. Россини «Граф Ори»),
- Розина, Берта (Дж. Россини «Севильский цирюльник»),
- Старая цыганка (С. Рахманинов «Алеко»),
- Сузуки (Дж. Пуччини «Чио-Чио-сан»),
- Танкабика (С. Низаметдинов «В ночь лунного затмения»),
- Третья дама (В.-А. Моцарт «Волшебная флейта»),
- Ульрика (Дж. Верди «Бал-маскарад»),
- Флора (Дж. Верди «Травиата»).

## Концертный репертуар
- «Stabat Mater» А. Вивальди,
- Девятая симфония Л. Бетховена,
- «Александр Невский» С. Прокофьева,
- «Лорка-симфония» Р. Сабитова,
- «Песни и пляски смерти» М. Мусоргского,
- «Песни об умерших детях» Г. Малера.

## Награды
- призёр XI Международного конкурса имени П.Чайковского (1998; специальный приз «За лучшее исполнение народной песни», Москва)
- II премия V Международного конкурса оперных певцов в Alkamo (2002, Италия)
- Заслуженная артистка Республики Башкортостан (2002)
- Народная артистка Республики Башкортостан (2008).